# (S)-スコウレリン 9-O-メチルトランスフェラーゼ
(S)-スコウレリン 9-O-メチルトランスフェラーゼ((S)-scoulerine 9-O-methyltransferase、EC 2.1.1.117)は、以下の化学反応を触媒する酵素である。
S-アデノシル-L-メチオニン + (S)-スコウレリン{\displaystyle \rightleftharpoons }S-アデノシル-L-ホモシステイン + (S)-テトラヒドロコルンバミン
従って、この酵素の2つの基質はS-アデノシル-L-メチオニンと(S)-スコウレリン、2つの生成物はS-アデノシル-L-ホモシステインと(S)-テトラヒドロコルンバミンである。
この酵素は、転移酵素、特に1炭素基を転移させるメチルトランスフェラーゼのファミリーに属する。系統名は、S-アデノシル-L-メチオニン:(S)-スコウレリン 9-O-メチルトランスフェラーゼである。この酵素は、アルカロイドの生合成に関与している。